# Chiesa di San Cristoforo (Magonza)

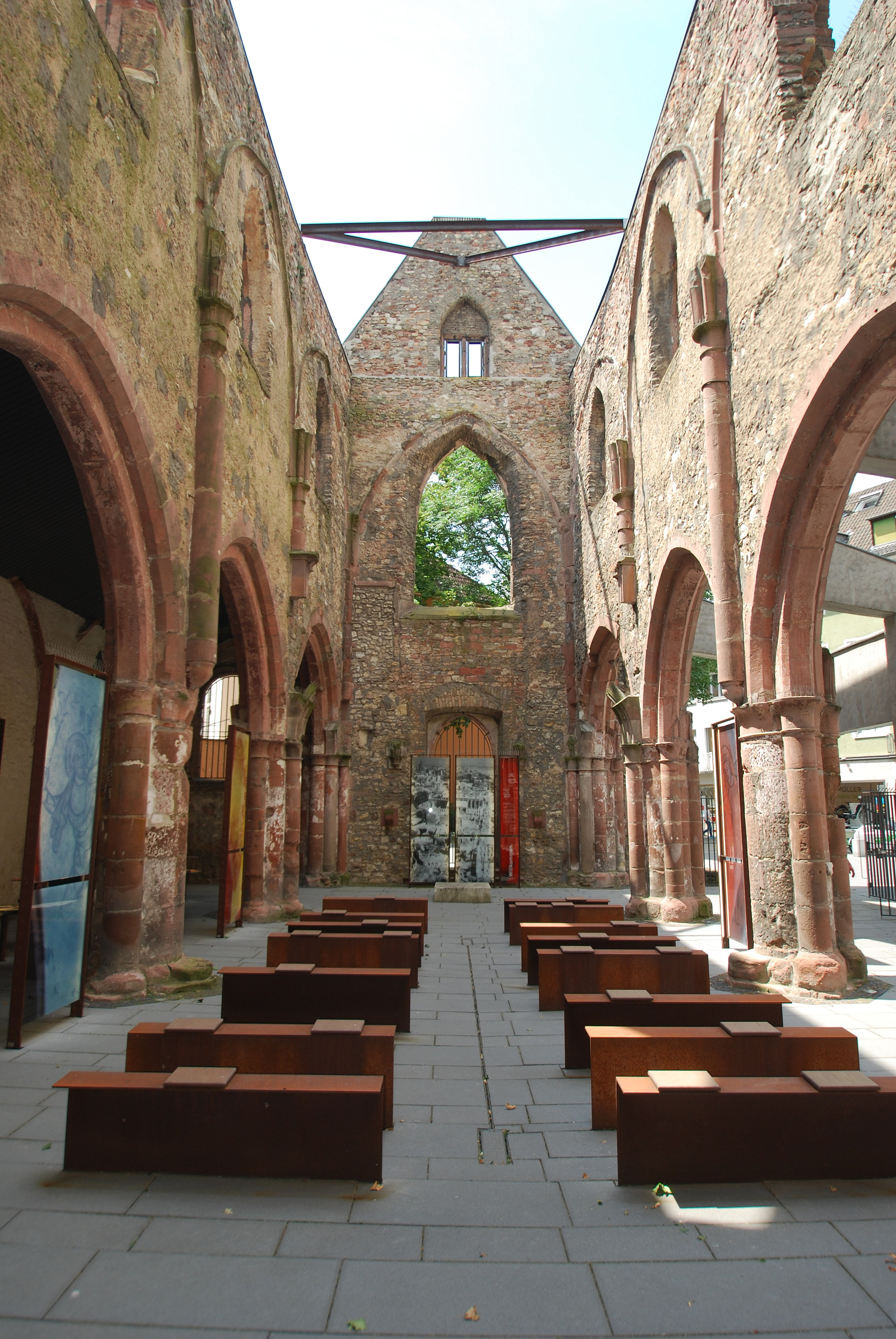
Vista interna, 2018

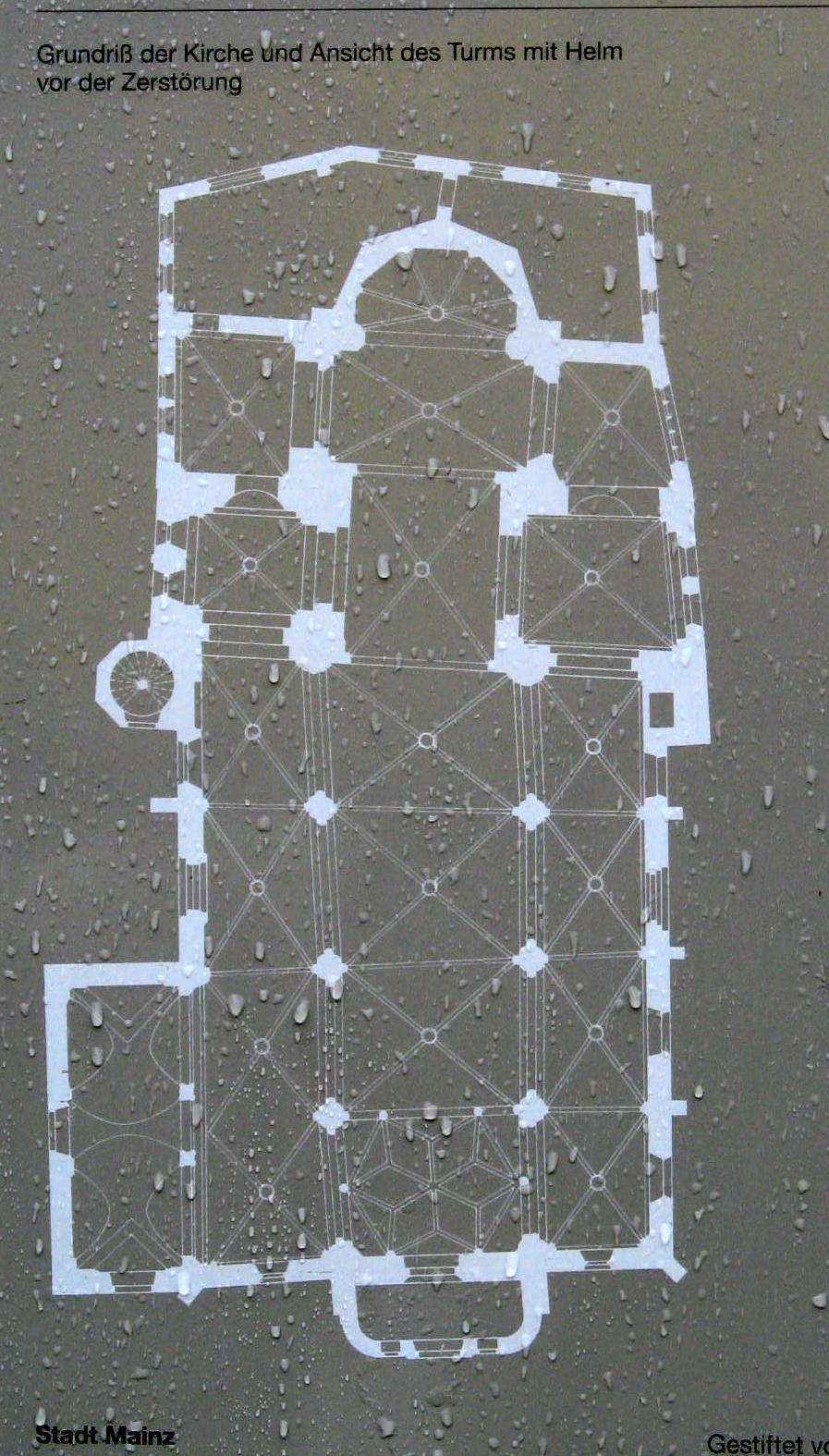
Pianta

La chiesa di San Cristoforo (St. Christoph) è una chiesa del primo gotico che fu costruita tra il 1240 e il 1330 a Magonza. Era la chiesa nella quale venne battezzato Johannes Gutenberg. Si trova in Christofstrasse, dal nome della chiesa, nel centro storico e confina con Karmeliterplatz. Le rovine di San Cristoforo sono ora uno dei numerosi monumenti commemorativi della guerra nella città di Magonza. Commemorano le vittime e la distruzione della città nella seconda guerra mondiale, tra cui quelle del 27 febbraio 1945.

## Storia
L'ex chiesa parrocchiale fu menzionata per la prima volta nell'893, in un documento di Papa Innocenzo II e nel 1140 ebbe il patrocinio dell'abbazia imperiale di San Massimino a Treviri. 
Fatta eccezione per il suo campanile romanico con doppie finestre, del 1240, l'edificio di oggi risale al 1280-1330 circa. Nel XVII e XVIII secolo la chiesa fu rinnovata e nel XIX secolo ridisegnata in stile barocco. 
L'8 maggio del 1543 Pietro Canisio fu il primo tedesco ad entrare nell'ordine dei Gesuiti, fondato alcuni anni prima, e prese i voti nel vicariato di San Cristoforo. Nel 1762 la chiesa parrocchiale fu rinnovata.
Fu distrutta durante la seconda guerra mondiale: durante il grande raid aereo su Magonza del 12 e 13 agosto 1942, mentre, nel febbraio del 1945 alcune bombe fecero crollare la volta. 
Le pareti esterne furono di nuovo erette e fissate sul lato nord da supporti in calcestruzzo, mentre sul nuovo contrafforte venne inserito un rilievo dello scultore Heinz Hemrich, con rappresentazioni simboliche della storia della città. La chiesa è ora un memoriale. "Commemorare i morti / avvertire i vivi" è il testo di una targa incastonata nel pavimento. 
La più recente statua di Gutenberg in città si trova proprio accanto alla chiesa. Fu creata in occasione dell'anno di Gutenberg, 2000, dallo scultore di Magonza Karlheinz Oswald. La scultura mostra Gutenberg mentre stampa un libro usando una pressa di legno che ricorda un torchio per il vino in termini di struttura, meccanica e funzionamento. Le finestre del coro e la parete di vetro nello stesso sono state progettate da Alois Plum.

## Galleria d'immagini

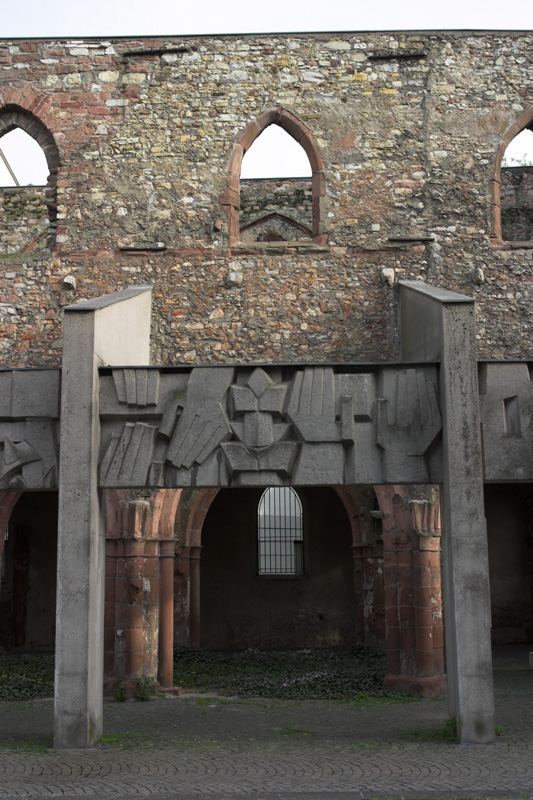
St. Christoph - vista dettagliata
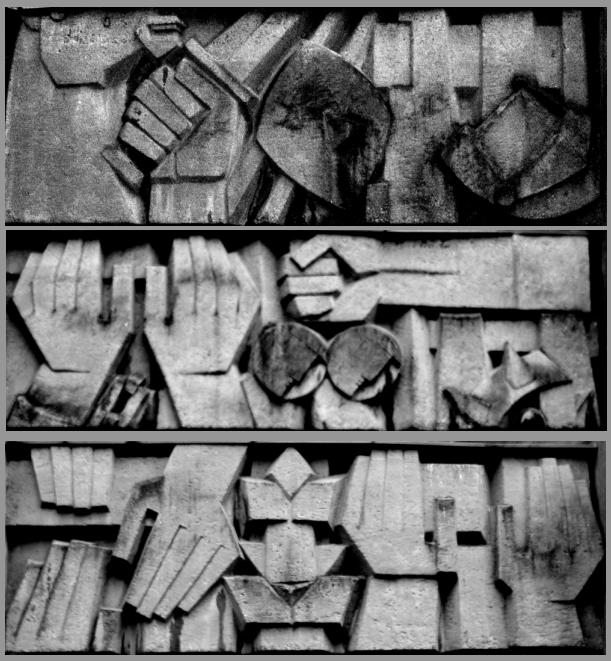
Rilievi di Heinz Hemrich
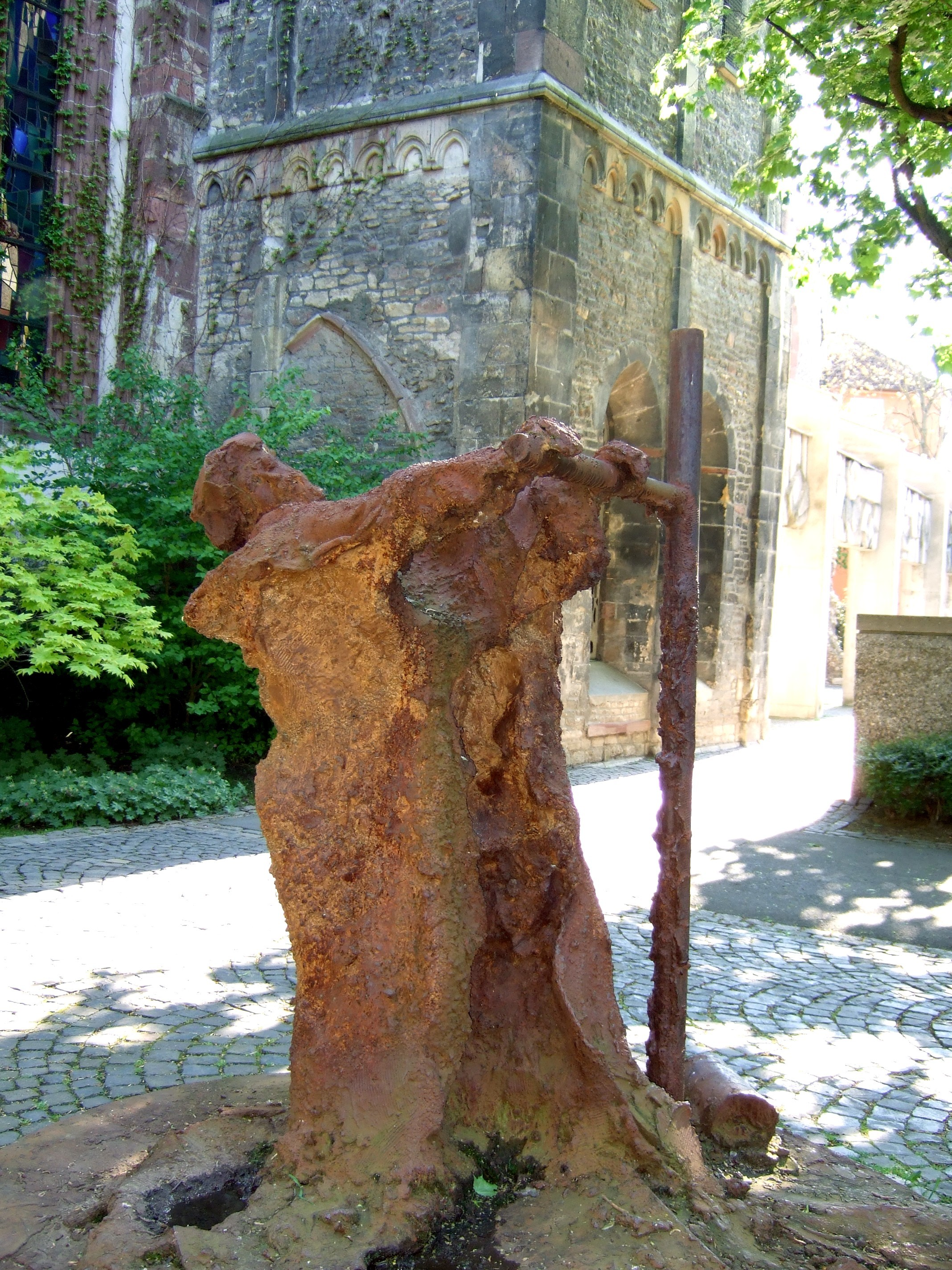
Statua in ferro di Gutenberg di fronte a St Christoph
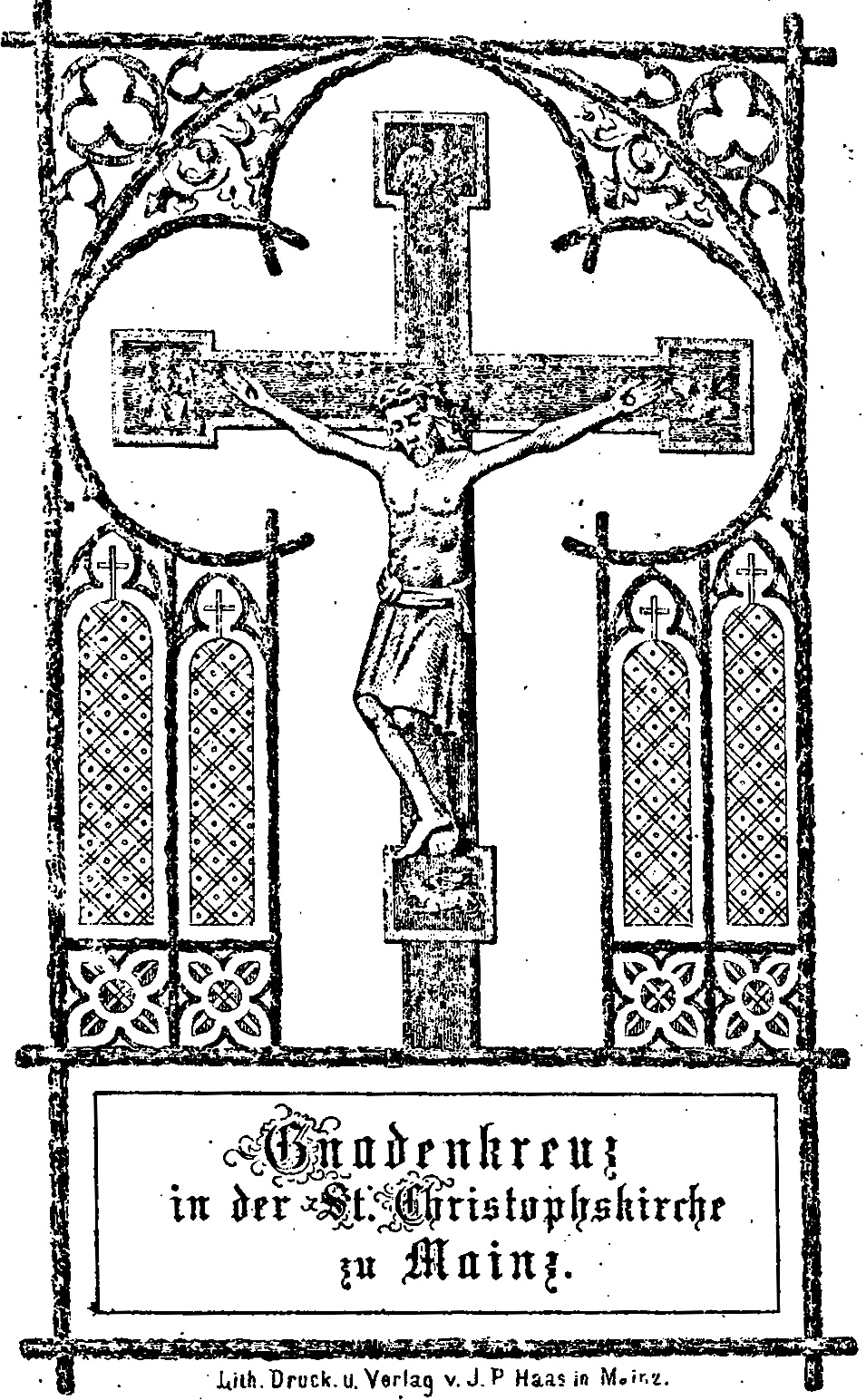
Croce oggi nel seminario di Magonza (incisione dal 1868)